# La Droite
Prawica Liberalno-Chrześcijańska (fr. Droite libérale chrétienne, DLC) – francuska prawicowa partia polityczna, powstała na bazie działającego od 1998 ruchu Prawica (La Droite).
Ruch La Droite został założony przez Charles'a Millona, usuniętego w 1998 z Unii na rzecz Demokracji Francuskiej. Powodem wyrzucenia byłego ministra obrony z UDF było nieformalne porozumienie w radzie regionalnej Rodan-Alpy ze skrajnie prawicowym Frontem Narodowym, które umożliwiło reelekcję Charles'a Millona na urząd przewodniczącego tego regionu (unieważniony później w tym samym roku). Kongres założycielski Prawicy odbył się w listopadzie 1998, do nowego ruchu przystąpił m.in. Michel Poniatowski.
Po nieudanych próbach utworzenia nowej prawicowej partii (na bazie La Droite, CNI oraz RPF), podjęto decyzję o przekształceniu organizacji w partię polityczną. Do powołanej w październiku 1999 Prawicy Liberalno-Chrześcijańskiej przystąpiło m.in. trzech posłów do Zgromadzenia Narodowego. Wielu dotychczasowych sojuszników byłego ministra obrony (m.in. Hervé Mariton) nie zdecydowało się jednak na udział w DLC.
Nowe ugrupowanie struktury utworzyło głównie w regionie Rodan-Alpy, w 2001 do rady miejskiej w Lyonie wprowadziło 21 swoich przedstawicieli. W 2002 żaden z jej kandydatów nie uzyskał mandatu w krajowym parlamencie. Charles Millon we wrześniu 2003 został nominowany ambasadorem Francji przy Organizacji Narodów Zjednoczonych do spraw Wyżywienia i Rolnictwa. W tym samym miesiącu frakcja DLC z rady regionalnej przystąpiła do Unii na rzecz Ruchu Ludowego. Sama partia, formalnie istniejąc, zaprzestała jakiejkolwiek samodzielnej działalności.